# Ticket to Ride (album Carpenters)
Ticket to Ride – debiutancki album studyjny amerykańskiego duetu muzycznego The Carpenters. Wydany 9 października 1969 pod tytułem Offering.
Płyta początkowo nie odniosła komercyjnego sukcesu. Dopiero popularność wydanego na singlu coveru ballady beatlesów „Ticket to Ride”, który dotarł do 54 pozycji na Billboard Hot 100, oraz powodzenie wydanego w sierpniu 1970 albumu Close to You spowodowało decyzję o wznowieniu albumu w listopadzie 1970 pod zmienionym tytułem Ticket to Ride. Zmianie uległa również okładka płyty. Spośród 13 utworów 10 jest kompozycji Richarda Carpentera i tekściarza Johna Bettisa.

## Lista utworów
Strona A
| 1. | „Invocation”            | 1:01  |
|    |                         |       |
| 2. | „Your Wonderful Parade” | 2:54  |
|    |                         |       |
| 3. | „Someday”               | 5:13  |
|    |                         |       |
| 4. | „Get Together”          | 2:36  |
|    |                         |       |
| 5. | „All of My Life”        | 3:02  |
|    |                         |       |
| 6. | „Turn Away”             | 3:10  |
|    |                         |       |
|    |                         | 17:56 |
|    |                         |       |
Strona B
| 1. | „Ticket to Ride”                  | 4:10  |
|    |                                   |       |
| 2. | „Don’t Be Afraid”                 | 2:06  |
|    |                                   |       |
| 3. | „What’s the Use”                  | 2:43  |
|    |                                   |       |
| 4. | „All I Can Do”                    | 1:41  |
|    |                                   |       |
| 5. | „Eve”                             | 2:52  |
|    |                                   |       |
| 6. | „Nowadays Clancy Can’t Even Sing” | 4:18  |
|    |                                   |       |
| 7. | „Benediction”                     | 0:43  |
|    |                                   |       |
|    |                                   | 18:33 |
|    |                                   |       |

## Twórcy
- Richard Carpenter – śpiew, chórki, instrumenty klawiszowe
- Karen Carpenter – śpiew, chórki, perkusja, gitara basowa w „All of My Life” i „Eve”[2]
- Joe Osborn – gitara basowa
- Bob Messenger – gitara basowa
- Gary Sims – gitara na „All of My Life”
- Herb Alpert – shakery

- Producent: Jack Daugherty
- Inżynier dźwięku: Ray Gerhardt
- Dyrektor artystyczny: Tom Wilkes
- Fotograf: Jim McCrary

## Single
Z płyty Ticket to Ride
Singiel 7" wydany w USA w 1969 przez A&M Records (A&M 1142)
1. „Ticket to Ride”
2. „Your Wonderful Parade”